# Robert Courtney Davis
Pour les articles homonymes, voir Robert C. Davis.
Robert Courtney Davis (12 octobre 1876 - 2 septembre 1944) était un officier de l'armée de terre américaine (US Army) qui a occupé le poste d'adjudant-général de l'armée américaine de 1922 à 1927.

## Biographie

### Jeunesse
Robert C. Davis est né à Lancaster, en Pennsylvanie, le 12 octobre 1876. Il fréquente le Franklin & Marshall College avant d'être nommé à l'Académie militaire des États-Unis en 1894. Diplômé en 1898, il est nommé sous-lieutenant (Second Lieutenant) dans le 17e régiment d'infanterie (17th Infantry Regiment).

### Guerre hispano-américaine
Davis participe à la guerre hispano-américaine et prend part aux combats à Cuba. Il participe à la campagne de Santiago et prend part aux batailles d'El Caney et de San Juan. Il reçoit la Silver Star pour son héroïsme à El Caney, et est recommandé pour une promotion brevetée au grade de premier lieutenant (First Lieutenant).
Davis sert ensuite dans la guerre américano-philippine. En août 1899, il reçoit une deuxième Silver Star et est promu Captain (capitaine) breveté pour son héroïsme lors de la lutte contre les insurgés philippins. Il reste aux Philippines jusqu'en 1904, date à laquelle il est affecté à West Point en tant que professeur au département de tactique.

### Après-guerre hispano-américaine
En 1906, Davis retourne à Cuba avec le 17e régiment d'infanterie (17th Infantry Regiment). En 1909, il est nommé aide de camp de Thomas Henry Barry. Lorsque Barry est nommé surintendant de West Point en 1911, Davis est nommé adjudant au sein de l'état-major de Barry.
Davis sert à nouveau dans le 17e régiment d'infanterie, puis aux Philippines dans le 8e régiment d'infanterie (8th Infantry Regiment). Pendant la majeure partie de l'année 1915, Davis est affecté à l'inspection des scouts philippins et est promu major.

### Première Guerre mondiale

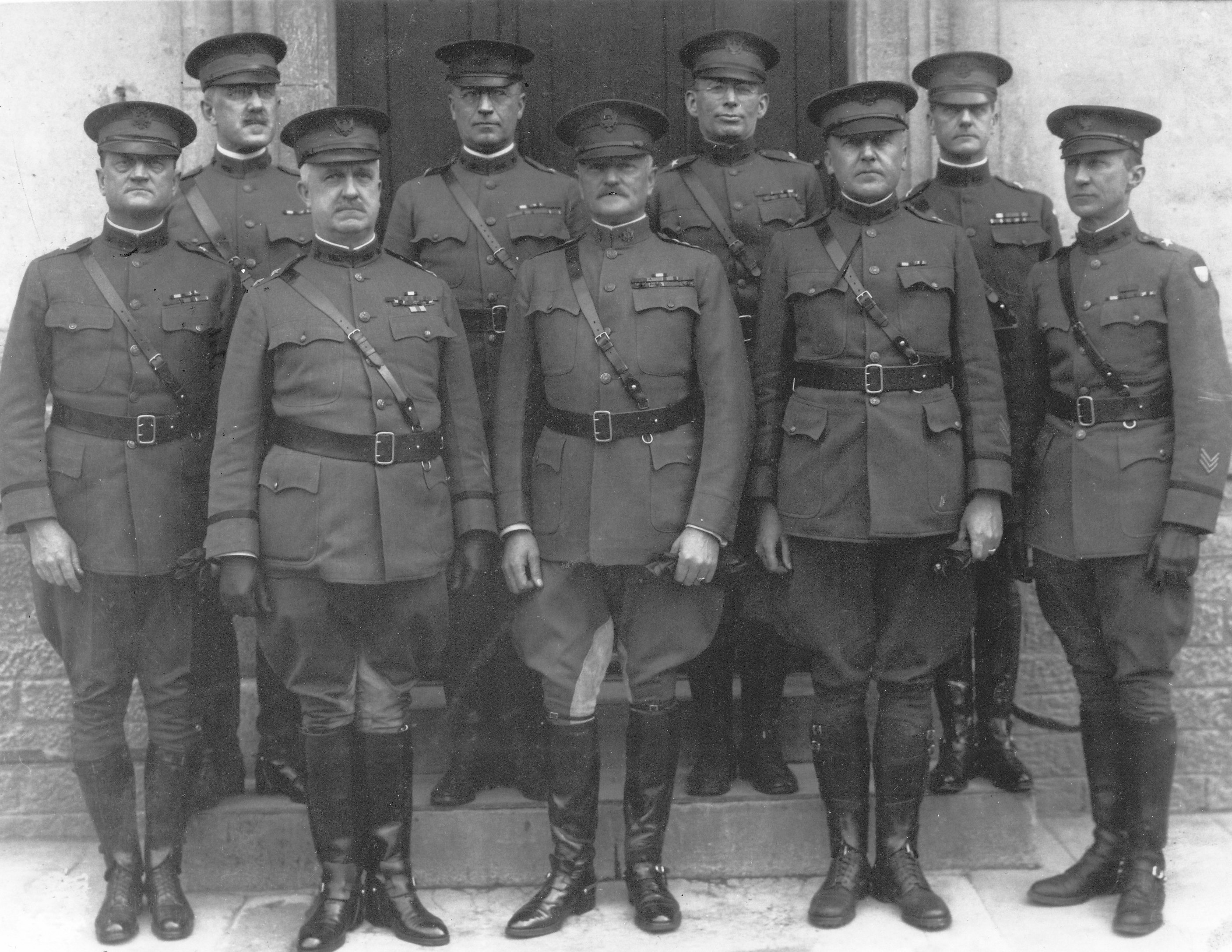
Le général John J. Pershing et les membres de l'état-major de son quartier général à Chaumont, 1918. Au dernier rang, à l'extrême droite, se tient le brigadier général Robert C. Davis.

Au début de la Première Guerre mondiale, Davis est affecté à l'état-major de l'adjudant-général de l'US Army. Au milieu de l'année 1917, il se rendit en France en tant qu'assistant de l'adjudant-général des Forces expéditionnaires américaines (American Expeditionary Force - A.E.F). Il occupe ensuite les fonctions d'adjudant-général par intérim, puis d'adjudant-général de l'A.E.F., recevant une promotion temporaire au grade de brigadier général (général de brigade).

### Après la Première Guerre mondiale

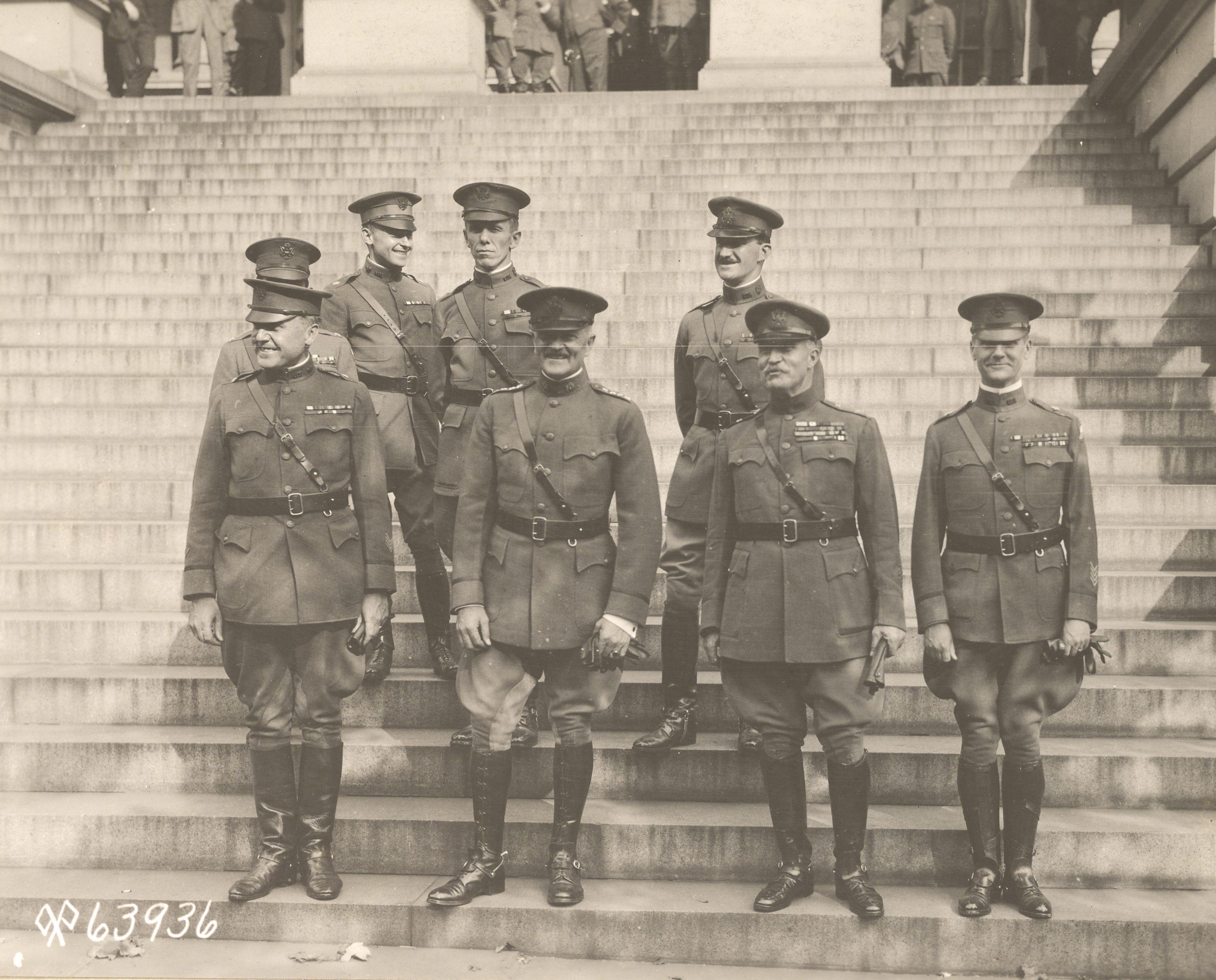
Le général des armées John J. Pershing et des membres de son équipe devant le State, War, and Navy Building à Washington, D.C., le 23 septembre 1919. Au premier rang, à deux mètres de Pershing, se trouve le brigadier général Robert C. Davis.

Après la Première Guerre mondiale, Davis est affecté à l'état-major de l'adjudant-général de l'armée et fait partie d'un conseil qui examine les activités du personnel du département de la Guerre des États-Unis (United States Department of War) et formule des recommandations pour la réorganisation du personnel et l'amélioration des processus et des procédures.
De 1922 à 1927, Davis occupe le poste d'adjudant-général de l'armée américaine et est promu major général (Général de division). Sa réalisation la plus notable à ce poste est l'organisation et l'exécution d'un plan visant à verser des primes aux vétérans de la Première Guerre mondiale.

### Carrière post-militaire
Après sa retraite de l'armée, Davis est président de Photomaton, Inc, une société qui produit des cabines photographiques à appareil automatique, directeur exécutif de la section new-yorkaise de la Croix-Rouge américaine (American Red Cross) et président de l'Association des diplômés de West Point[2].

### Décès et enterrement
Davis meurt à Elmsford, dans l'État de New York, le 2 septembre 1944 après avoir été victime d'une crise cardiaque alors qu'il jouait au golf au Knollwood Country Club. Lui et sa femme Ruby Hale sont enterrés au cimetière national d'Arlington.

### Récompenses
En plus de ses deux Silver Star, Davis a reçu la Army Distinguished Service Medal pour son service pendant la Première Guerre mondiale:
Le président des États-Unis d'Amérique, autorisé par la loi du Congrès du 9 juillet 1918, a le plaisir de remettre la médaille du service distingué de l'armée au brigadier général Robert Courtney Davis, de l'armée des États-Unis, pour services exceptionnellement méritoires et distingués rendus au gouvernement des États-Unis, dans une fonction de grande responsabilité pendant la Première Guerre mondiale. L'efficacité exceptionnelle du département de l'adjudant général sous sa direction a été un facteur important dans le succès du travail de l'état-major au quartier général.
Il a également reçu de nombreuses distinctions à l'étranger, notamment :
- - la Légion d'honneur (Commandeur) (France) ;
- - l'Ordre du Bain (Compagnon) (Grande-Bretagne) ;
- - l'Ordre de la Couronne (Commandeur) (Belgique) ;
- - l'Ordre de la Couronne (Commandeur) (Italie) ;
- - l'Ordre du Prince Danilo Ier (Grand-Croix) (Monténégro) ;
- la Médaille de la Solidarité (deuxième classe) (Panama)[1],[4].

### La famille
En 1902, Davis épouse Ruby Caroline Hale (1879-1959). Ils n'ont pas eu d'enfants.

## Source
- (en) Cet article est partiellement ou en totalité issu de l’article de Wikipédia en anglais intitulé « Peter Charles Harris » (voir la liste des auteurs).